# 60 Dywizja Rakietowa
60 Tamańska Dywizja Rakietowa im. 60 lecia ZSRR (ros. 60-я ракетная Таманская ордена Октябрьской Революции, Краснознамённая дивизия имени 60-летия СССР) – związek taktyczny Wojsk Rakietowych Przeznaczenia Strategicznego Związku Radzieckiego, następnie – Federacji Rosyjskiej. 
Jednostka posiadająca numer 89553 stacjonuje w zamkniętym mieście ZATO Swietłyj (Tatiszczewo) w obwodzie saratowskim.  W 2008 dysponowała 51 zestawami strategicznych rakiet balistycznych UR-100 Nutth i 51 zestawami RT-2PM2 Topol-M.

 Dywizja wchodziła w skład 27 Gwardyjskiej Armii Rakietowej.

## Struktura organizacyjna
2011
- dowództwo – Tatiszczewo[7]
- 31 pułk rakietowy
- 86 pułk rakietowy
- 104 Saratowski pułk rakietowy
- 122 pułk rakietowy
- 165 pułk rakietowy
- 203 pułk rakietowy
- 271 pułk rakietowy
- 626 pułk rakietowy
- 649 pułk rakietowy
- 687 pułk rakietowy
- 2953 techniczna baza rakietowa
- 1445 ruchome SD
- 7 węzeł łączności